# امیرآباد (آباده)
امیرآباد (آباده)، روستایی از توابع بخش مرکزی شهرستان آباده در استان فارس ایران است.

## جمعیت
این روستا در دهستان بیدک قرار دارد و بر اساس سرشماری مرکز آمار ایران در سال ۱۳۸۵، جمعیت آن ۳۶۳ نفر (معادل ۱۰۳ خانوار) بوده‌است.